# Makdiops shiva
Makdiops shiva là một loài nhện trong họ Selenopidae. Loài này phân bố ở Ấn Độ.
Loài này thuộc chi Makdiops. Makdiops shiva được Sarah C. Crews & Harvey miêu tả năm 2011.